# فيرفكس
موزيلا فَيَرفُكس, أو فَيَرفُكس: متصفح وِب، حرٌّ, مفتوح المصدر , تطوره مؤسسة موزيلا وفرعها, شركة موزيلا. له محرك التخطيط جيكو؛ لعرض صفَحات الويب, التي تنفذ معايير الويب الحالية والمتوقعة. في عام 2017, بدأ فيرفكس بدمج تقنية جديدة تحت اسم كوانتوم لتعزيز التوازي وواجهة مستخدم أكثر سهولة. يتوفر فيرفكس رسميًا لنظام التشغيل ويندوز 7 أو أحدث, وماك أو إس, ولينكس. تتوفر منافذها غير الرسمية للعديد من أنظمة التشغيل المشابهة لـ يونكس ويونكس بما في ذلك فري بي إس دي، أوبن بي إس دي، نت بي إس دي، إيوميس, وسولاريس يونيكس. يتوفر فيرفكس أيضًا لنظامي التشغيل أندرويد وأي أو إس. ومع ذلك, فإن إصدار أي أو إس يستخدم محرك تخطيط ويب كيت بدلًا من جيكو نظرًا لمتطلبات النظام الأساسي, كما هو الحال مع جميع متصفحات الويب لنظام آي أو إس. يتوفر أيضًا إصدار مُحسَّن من فاير فوكس على أمازون فاير تي في, كأحد المستعرضين الرئيسيين المتاحين مع متصفح أمازون سيلك.
تم إنشاء فيرفكس في عام 2002 تحت اسم فونكس "Phoenix" من قبل أعضاء مجتمع موزيلا الذين رغبوا في متصفح مستقل, بدلاً من حزمة مجموعة تطبيقات موزيلا. خلال طور مرحلة البيتا, اثبتت فيرفكس شعبيتها من خلال مختبريها وجربين متصفحها وأشادوا بسرعة المتصفح والأمان وبإضافات المتصفح مقارنة مع إنترنت إكسبلورر 6. تم إصدار فيرفكس في 9 نوفمبر 2004,  وتحدى هيمنة إنترنت إكسبلورر بـ60 مليون عملية تنزيل في غضون تسعة أشهر. فيرفكس هو الوريث الروحي لـ نتسكيب نافيجاتور, حيث تم إنشاء مجتمع موزيلا بواسطة نتسكيب في عام 1998 قبل استحواذ إيه أو إل عليها.
نما استخدام Firefox إلى ذروة بلغت 32.21٪ في نهاية عام 2009,  مع تجاوز فاير فوكس3.5 إنترنت إكسبلورر 7, على الرغم من أنه ليس كل إصدارات إنترنت إكسبلورر ككل. ثم انخفض الاستخدام في المنافسة مع جوجل كروم. اعتبارًا من نوفمبر 2020 وفقًا لـ ستات كاونتر, يتمتع فيرفوكس بحصة استخدام تبلغ 8.03٪ كمتصفح ويب «لسطح المكتب», مما يجعله ثالث أشهر متصفح ويب بعد جوجل كروم (67.77٪) وسفاري (9.77٪),  مشاركة استخدامه عبر كل الأنظمة الأساسية أقل بنسبة 3.82٪ (ثالث أكثر الأنظمة شيوعًا بعد جوجل كروم بنسبة 63.58٪ وسفاري بنسبة 19.19٪),  ووفقًا لـ نيت ماركيت شيرNetMarketShare, يمتلك Firefox حصة استخدام تبلغ 8.02٪ كمتصفح ويب «لسطح المكتب» و 3.39٪ مشاركة استخدام عبر جميع المنصات.

## التاريخ
بدأ المشروع كفرع تجريبي لمشروع موزيلا من قبل ديف هايت وجو هيويت وبليك روس. لقد اعتقدوا أن المتطلبات التجارية لرعاية نتسكيب أضرت بفائدة متصفح موزيلا. لمكافحة ما اعتبروه برمجيات سبام مجموعة موزيلا, أنشأوا متصفح مستقل, والذي كان يهدف إلى استبدال مجموعة تطبيقات موزيلا. تم إطلاق الإصدار 0.1 في 23 سبتمبر 2002. في 3 أبريل 2003, أعلنت منظمة موزيلا أنها تخطط لتغيير تركيزها من مجموعة موزيلا إلى فاير فوكس وموزيلا ثندربرد.

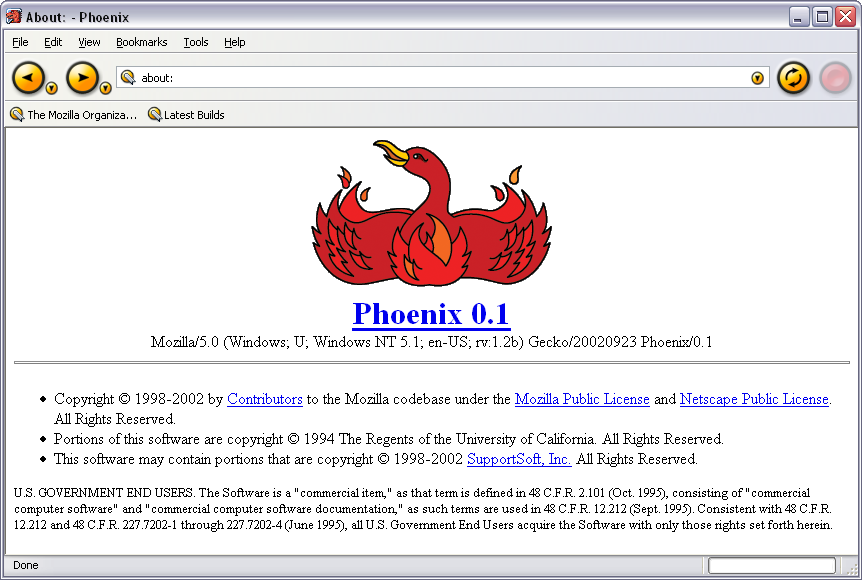
لقطة شاشة لـ فونكس 0.1 على ويندوز إكس بي

خضع مشروع فيرفكس لعدة تغييرات في الأسماء. تم تسمية المتصفح الناشئ في الأصل باسم فونكس Phoenix, على اسم الطائر الأسطوري الذي صعد منتصرًا من رماد سلفه الميت (في هذه الحالة, يقصد بـ من «رماد» Netscape Navigator, بعد أن تم تبطينه بواسطة مايكروسوفت إنترنت أكسبلورر في " حرب المتصفحات الأولى "). تمت إعادة تسمية فونكس بعد مطالبة من شركة فونكس للتكنولوجيا Phoenix Technologies بتغيير الاسم. أثار الاسم الجديد, فاير بيرد Firebird, استجابة مكثفة من مشروع برنامج قاعدة بيانات فيربيرد. طمأنتهم مؤسسة موزيلا أن المتصفح سيحمل دائمًا اسم موزيلا فيربيرد لتجنب الالتباس. بعد مزيد من الضغط, تحول الاسم من موزيلا فيربيرد Mozilla Firebird إلى موزيلا فيرفكس Mozilla Firefox في 9 فبراير 2004. قيل أن اسم فاير فوكس مشتق من لقب الباندا الحمراء,  والتي أصبحت التميمة للمشروع المسمى حديثًا. بالنسبة لاختصار فيرفكس, تفضل موزيلا Fx أو fx على الرغم من أنه غالبًا ما يتم اختصارها كـ FF.
مر مشروع فيرفكس بالعديد من الإصدارات قبل الإصدار 1.0 وقد حصل بالفعل على قدر كبير من الإشادة من العديد من وسائل الإعلام, مثل فوربس  و وول ستريت جورنال. من بين الميزات الشائعة في فاير فوكس كانت أداة حظر النوافذ المنبثقة المتكاملة, والتصفح المبوب.[بحاجة لمصدر] على الرغم من أن هذه الميزات كانت متاحة بالفعل لبعض الوقت في متصفحات أخرى مثل مجموعة تطبيقات موزيلا وأوبرا, إلا أن فيرفكس كان أول هذه المتصفحات التي تبنت هذه المميزات على نطاق واسع.[بحاجة لمصدر] جذب فيرفكس الانتباه كبديل لبرنامج إنترنت إكسبلورر, الذي تعرض لانتقادات بسبب سوء تصميم البرنامج المزعوم وانعدام الأمان - يستشهد المنتقدون بعدم دعم إنترنت إكسبلورر لمعايير ويب معينة, واستخدام مكون آكتيف إكس الذي يحتمل أن يكون خطيرًا, وقابلية التعرض تجاه تثبيت برامج التجسس والبرامج الضارة.[بحاجة لمصدر] استجابت مايكروسوفت بإصدار ويندوز إكس بي SP2, والتي أضافت العديد من ميزات الأمان الهامة لبرنامج إنترنت إكسبلور 6.[بحاجة لمصدر]
تم إطلاق الإصدار 1.0 من فيرفكس في 9 نوفمبر 2004. تبع ذلك الإصدار 1.5 في نوفمبر 2005, والإصدار 2.0 في أكتوبر 2006, والإصدار 3.0 في يونيو 2008, والإصدار 3.5 في يونيو 2009, والإصدار 3.6 في يناير 2010, والإصدار 4.0 في مارس 2011. بحلول نهاية عام 2011, كان الإصدار الثابت هو الإصدار 9, وبحلول نهاية عام 2012 وصل إلى الإصدار 17.
في عام 2016, أعلنت موزيلا عن مشروع يُعرف باسم كوانتوم, والذي سعى إلى تحسين محرك فيرفكس جيكو والمكونات الأخرى لتحسين أداء فيرفكس, وتحديث بنيته, ونقل المتصفح إلى نموذج متعدد العمليات. جاءت هذه التحسينات في أعقاب تناقص الحصة السوقية لـ جوجل كروم, بالإضافة إلى مخاوف من تراجع أداءه بالمقارنة مع جوجل كروم. على الرغم من التحسينات التي أدخلت عليها, تطلبت هذه التغييرات جعل إلإضافات الحالية لمتصفح فيرفكس غير متوافقة مع الإصدارات الأحدث, وذلك لصالح نظام إضافات متصفح جديد مصمم ليكون مشابهًا لمتصفحات جروم والمتصفحات الحديثة الأخرى. كان فيرفكس 57, الذي تم إصداره في نوفمبر 2017, هو الإصدار الأول الذي يحتوي على تحسينات من كوانتوم, وبالتالي تم تسميته فيرفكس كوانتوم. صرح مسؤول تنفيذي في موزيلا أن كوانتوم كان «التحديث الأكبر» للمتصفح منذ الإصدار 1.0.
في 3 مايو 2019, تسبب انتهاء صلاحية شهادة التوقيع الوسيط في قيام فيرفكس بتعطيل جميع إضافات المتصفح تلقائيًا. بدأت موزيلا في طرح حل لهذه المشكلة بعد ذلك بوقت قصير, باستخدام مكون دراسات موزيلا Mozilla Studies component.

## المميزات
تشمل الميزات التصفح المبوب، والتدقيق الإملائي, والبحث التراكمي، والعلامات المرجعية الحية، والعلامات المرجعية الذكية, ومدير التنزيل، والتصفح الخاص، والتصفح المدرك للموقع (المعروف أيضًا باسم «تحديد الموقع الجغرافي») المبني على خدمة جوجل,  ونظام بحث متكامل, والذي يستخدم جوجل افتراضيًا في معظم الأسواق. بالإضافة إلى ذلك, يوفر فيرفكس بيئة لمطوري الويب يمكنهم من خلالها استخدام أدوات مدمجة, مثل Error Console أو DOM Inspector, أو ملحقات, مثل فايربج ومؤخرًا كانت هناك ميزة تكامل مع تطبيق بوكيت. كان فاير فوكس هيلو Firefox Hello عبارة عن تطبيق WebRTC, تمت إضافته في أكتوبر 2014, والذي يسمح لمستخدمي Firefox والأنظمة المتوافقة الأخرى بإجراء مكالمة فيديو, مع ميزة إضافية تتمثل في مشاركة الشاشة والملفات عن طريق إرسال رابط لبعضهم البعض. كان من المقرر إزالة فيرفكس هيلو في سبتمبر 2016.
يمكن إضافة إضافات المتصفح خلال متجر الإضافات التي ينشأها مطورو الطرف الثالث. يتم ترميز الوظائف الإضافية بشكل أساسي باستخدام لغة توصيف النص الفائق وأوراق الأنماط المتتالية وجافا سكريبت, مع واجهة برمجة التطبيقات المعروفة باسم إضافات الويب, والتي تم تصميمها لتكون متوافقة مع إضافات متصفحي جوجل كروم ومايكروسوفت إيدج. دعم فيرفكس مسبقًا الوظائف الإضافية لإضافات المتصفح باستخدام واجهات برمجة تطبيقات زول و XPCOM, مما سمح لهم بالوصول المباشر إلى الكثير من الوظائف الداخلية للمتصفح ومعالجتها. نظرًا لأن التوافق لم يتم تضمينه في البنية متعددة العمليات, فقد تم اعتبار الوظائف الإضافية لـ XUL من الوظائف الإضافية القديمة ولم تعد مدعومة على فيرفكس 57 والإصدارات الأحدث.
يمكن أن يحتوي فيرفكس على سمات مضافة إليه, والتي يمكن للمستخدمين إنشاؤها أو تنزيلها من جهات خارجية لتغيير مظهر المتصفح. يتيح متجر الإضافات في فيرفكس للمستخدمين أيضًا القدرة على إضافة تطبيقات أخرى مثل الألعاب وأدوات حظر الإعلانات وتطبيقات لقطة الشاشة والعديد من التطبيقات الأخرى.

### المعايير

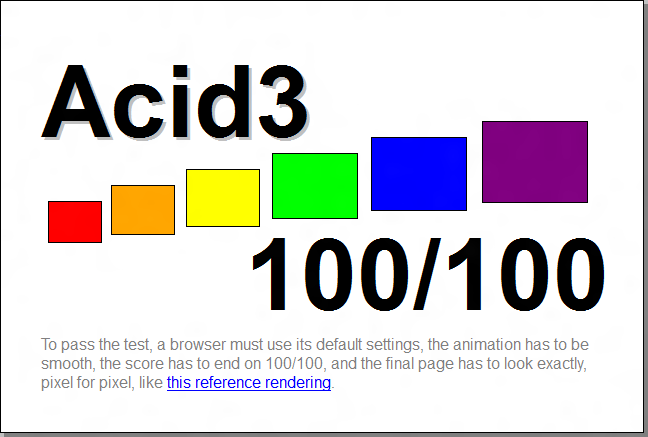
نتيجة اختبار أسيد3 على فيرفكس 17

يطبق فيرفكس العديد من معايير الويب, بما في ذلك لغة توصيف النص الفائق 4 (ولغة توصيف النص الفائق 5 بشكل كامل تقريباً), لغة الترميز القابلة للامتداد، لغة ترميز النص الفائق القابلة للتمديد، لغة الترميز الرياضية (MathML), رسوميات شعاعية قابلة للتمديد 2 (بشكل جزئي),  أوراق الأنماط المتتالية (مع الامتدادات),  معيار الجافا سكريبت (جافا سكريبت), نموذج كائن المستند، تحويل لغة الأسلوب الموسع، إكسباث وآن بي إن جي APNG (بي إن جي متحركة) مع شفافية ألفا. يقوم فيرفكس أيضًا بتنفيذ مقترحات المعايير التي أنشأتها مجموعة عمل تقنية النص الفائق لتطبيقات الويب (WHATWG) مثل التخزين من جانب العميل,  وعنصر Canvas. يتم تنفيذ هذه المعايير من خلال محرك تخطيط جيكو ومحرك سبيدر مونكي جافا سكريبت. كان فيرفكس 4 أول أكبر إصدار لدعم لغة توصيف النص الفائق 5 وأوراق الأنماط المتتالية 3.
اجتاز فيرفكس اختبار التوافق مع معايير أسيد2 منذ الإصدار 3.0. صرحت موزيلا أنها في الأصل لا تنوي أن يجتاز فيرفكس اختبار أسيد3 تمامًا لأنهم اعتقدوا أن جزء خطوط SVG من الاختبار قد أصبح قديمًا وغير مناسب, نظرًا لأنه تم الاتفاق على صيغة خطوط ويب المفتوحة كمعيار من قبل جميع صانعي المتصفحات الرئيسيين. نظرًا لإزالة اختبارات خط SVG من اختبار أسيد3 في سبتمبر 2011, سجل فيرفكس 4 أعلى درجة 100/100.
يطبق فيرفكس أيضًا «التصفح الآمن»,  وهو بروتوكول خاص  من جوجل يستخدم لتبادل البيانات المتعلقة بحماية التصيد والبرامج الضارة.

منذ الإصدار 38 على ويندوز فيستا والإصدارات الأحدث, يدعم فيرفكس تشغيل محتوى الفيديو المحمي بامتدادات الوسائط المشفرة (EME) بواسطة لغة توصيف النص الفائق (HTML5). لأسباب تتعلق بالأمان والخصوصية, يتم تنفيذ امتدادات الوسائط المشفرة داخل غلاف كود مفتوح المصدر يسمح بتنفيذ وحدة إدارة الحقوق الرقمية المملوكة بواسطة أنظمة أدوبي— وحدة فك تشفير محتوى أدوبي برايم تايم Content Decryption Module (CDM). تعمل آلية التنمية النظيفة ضمن بيئة «وضع الملعب» لتقييد وصولها إلى النظام وتزويدها بمعرف جهاز عشوائي لمنع الخدمات من تحديد الجهاز بشكل فريد لأغراض التتبع. بمجرد تنزيل وحدة إدارة الحقوق الرقمية, يتم تمكينها وتعطيلها بنفس طريقة المكونات الإضافية الأخرى. منذ الإصدار 47,  «برنامج وايد فاين (Widevine) سي دي آم (CDM) من جوجل على نظامي التشغيل ويندوز ماك أو إس إكس, لذلك يمكن تحويل خدمات البث مثل أمازون فيديو من مايكروسوفت سيلفرلايت إلى فيديو لغة ترميز النص الفائق 5 (HTML5) المشفر». بررت موزيلا شراكتها مع أدوبي وجوجل بالقول:
أنها «خطوة مهمة على خريطة طريق موزيلا لإزالة دعم واجهة برمجة تطبيقات الإضافات نتسكايب NPAPI الإضافي.»  عند تقديم دعم إمتدادات الوسائط المشفرة, تم أيضًا تقديم إصدارات فيرفكس على ويندوز والتي تستبعد دعم إمتدادات الوسائط المشفرة. أدانا مؤسسة البرمجيات الحرة وكوري دكتورو قرار موزيلا بدعم إمتدادات الوسائط المشفرة.
في اختبار معايير الويب لغة ترميز النص الفائق 5, سجل فيرفكس 79 529 نقطة من أصل 582 نقطة  (حصلت نسخة الألفا 82.0 على 534 نقطة).

## اللغات
فاير فوكس هو متصفح ويب مُترجم على نطاق واسع. وكان أول إصدار رسمي في نوفمبر 2004 متوفر بـ 24 لغة مختلفة, بما في ذلك اللغة الإنجليزية البريطانية، الإنجليزية الأمريكية, والإسبانية القشتالية، الإسبانية الإرجنتينية, والصينية بالأحرف الصينية التقليدية والأحرف الصينية المبسطة. اعتبارًا من ديسمبر 2020, يتوفر الإصداران 84.0.1 و78.6esr المدعومان حاليًا بـ 97 لغة 

## التسمية
بدأ المشروع الذي أصبح فيما بعد فيرفكس كفرع تجريبي من طقم موزيلا المسمى م\ب (موزيلا براوسر- تعريب: متصفح موزيلا), وحين طور بشكل كاف, ظهرت ملفات تنفيذية للتجربة العامة في سبتمبر 2002 تحت اسم فونيكس Phoenix.
واستمر اسم فونيكس حتى 14 أبريل 2003, حين تبدل بسبب قضايا العلامة التجارية مع مصنع البايوس BIOS, وتكنولوجيا فونيكس (والذي قدم متصفح على قاعدة البايوس يدعى فونيكس فيرستوار كونيكت Phoenix FirstWare Connect), وقد أثار الاسم الجديد, فاير بيرد Firebird, ردود فعل مختلفة, خاصة بسبب برنامج قاعدة البيانات المجاني فايربيرد الذي يستخدم نفس الاسم, وفيما بعد في أبريل, وبعد تحويل الاسم إلى فايربيرد بروسر Firebird Browser لعدة ساعات, أقرّت مؤسسة موزيلا أن المتصفح يجب أن يحمل دائماً اسم موزيلا فايربيرد لتجنب الارتباك مع سيرفر قاعدة بيانات فايربيرد, ولكن مع الضغط المستمر من قبل مجتمع البرمجيات الحرة والمصادر المفتوحة نتج عنه تغيير جديد, وفي التاسع من فبراير 2004, أصبح موزيلا فايربيرد موزيلا فيرفكس (أو فيرفكس كاختصار).

تاريخ الشعار
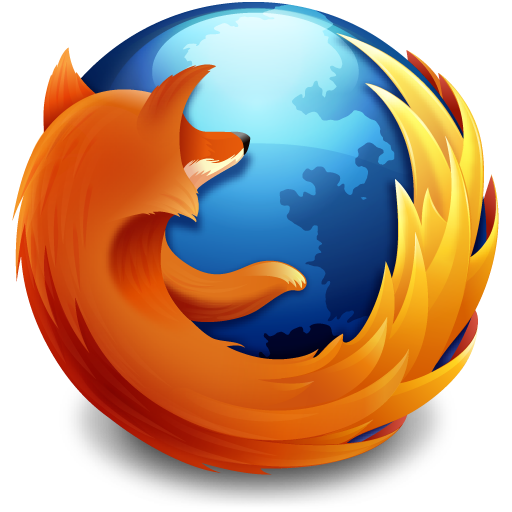
فيرفكس الإصدارات 3.5–22, من 30 يونيو 2009 إلى 25 يونيو 2013.
فيرفكس الإصدارات 23–56, من 6 أغسطس 2013 إلى 28 سبتمبر, 2017[91]
فيرفكس الإصدارات 57-69, من 14 نوفمبر 2017 إلى 22 أكتوبر 2019
فيرفكس الإصدار 70 وحتى الآن, مُنذ 22 أكتوبر 2019

لم تختر مؤسسة موزيلا الاسم فيرفكس فقط لتشابهه بالاسم فايربيرد, بل أيضا بسبب انفراده ووحدته في صناعة الحواسيب, ولتجنب أي تغيير اضطراري مستقبلي للاسم, بدأت مؤسسة موزيلا إجراءات حجز اسم فيرفكس كعلامة تجارية في مكتب الولايات المتحدة لبراءات الاختراع والعلامات التجارية (United States Patent and Trademark Office) في ديسمبر 2003, ولأن علامة فيرفكس كانت محجوزة بالفعل في المملكة المتحدة, حجزت مؤسسة موزيلا الاسم من مالكيه.

## مميزات المتصفح
لقد حاز فيرفكس على إعجاب العديد من متصفحي الإنترنت, واحتل مكانة متميزة جداً بين مستخدمي الشبكة العالمية, وأصبح ينافس متصفح إنترنت إكسبلورر المدمج في نظام تشغيل مايكروسوفت ويندوز ومتصفح سفاري المدمج في نظام تشغيل ماك أو.إس إكس وذلك لأسباب عديدة منها:
- مجاني
- إمكانية تكبير وتصغير الكتابة إلى مالا نهاية؛ وذلك من خلال فتح قائمة عرض ثم اختيار حجم النص.
- سريع.
- فيرفكس برنامج مفتوح المصدر: أي أن مصدره البرمجى (كود برمجته) متاح للجميع, ويمكن لكل من لديه خلفية برمجية أن يقوم بالتعديل والتطوير في هذا الكود البرمجي ليلائم احتياجاته الخاصة في التصفح, كما أن إتاحة المصدر البرمجى للبرنامج يعد فرصة أمام المبرمجين لتطوير مهاراتهم البرمجية واكتساب خبرة أفضل عن كيفية عمل المتصفحات.
- وجود ما يمسمى بالامتدادات, وهي برامج مصغرة تدمج بداخل المتصفح, وتضيف المزيد من الوظائف للمتصفح. تتعدد هذه الوظائف وتختلف بدءاً من تشغيل ملفات الموسيقى وعرض درجات الحرارة إلى تطبيقات ويب تفاعلية كاملة. من الأمثلة المعروفة لهذه الامتدادات أشرطة الأدوات الخاصة بمحركات البحث كـشريط بحث جوجل أو شريط بحث ياهو أو إم إس إن. في الإصدارة 2.0 من فيرفكس تغيرت طريقة الوصول لهذه الامتدادات; حيث كان المستخدم يصل إليها في فيرفكس 1.0 والإصدارات اللاحقة عن طريق قائمة الأدوات ثم الضغط على خيار امتدادات, أما بدءاً من الإصدارة 2.0 من فيرفكس, أصبح الوصول إليها عن طريق قائمة الأدوات ثم الضغط على خيار الإضافات الذي يظهر بعد ذلك نافذة مبوبة-ذات ألسنة-أحدهما يعرض الامتدادت, والآخر يعرض السمات المثبتة بالمتصفح.
- وجود السمات وهذه السمات تغير واجهة المستخدم, وتضفي شكلاُ رسومياً جديداً على المتصفح, ويمكن الوصول إليها في فيرفكس 1 من قائمة أدوات -> الثيمات (Tools -> Themes), أما بدءاً من الإصدارة 2.0 من فيرفكس, أصبح الوصول إليها عن طريق قائمة الأدوات ثم الضغط على خيار الإضافات الذي يظهر بعد ذلك نافذة مبوبة-ذات ألسنة- ثم اختيار لسان السمات المثبتة بالمتصفح.
- من مميزات فيرفكس أيضاً خاصية التصفح المبوب (الألسنة), هذه الخاصية التي تجعل المستخدم يعرض عدة صفحات في نفس النافذة, ويمكنك الوصول إلى هذه الخاصية من ملف -> لسان جديد. كما يمكنك تغير ترتيبهم عن طريق سحب أحدهم للمكان المراد بالفأرة.
- في حال إغلاقه بشكل غير طبيعي أو فجائي فإن البرنامج يقوم باستعادة جلسة العمل, واستعادة الصفحات التي كانت قيد التصفح أو كانت مفتوحة داخله وذلك في أول مرة يعاد بها تشغيله, كمثال عملي على ذلك.. إذا ما كنت تتصفح وانطفأت الكهرباء, فإنه سيقوم بسؤالك فور تشغيله للمرة المقبلة في ما إذا كنت ترغب باستكمال جلستك السابقة, وبتأكيدك ذلك يقوم بفتح جميع الصفحات التي كنت قد توقفت عندها مع حفظ تاريخ عملك (عمليات للخلف وللأمام)؛ أيضاً, يمكنك اختيار حفظ الجلسة الحالية لإكمالها إذا ما رغبت بالمغادرة, حيث ستظهر لك شاشة تسألك عن رغبتك في حفظ الصفحات حال طلب إغلاق البرنامج.[92]
- تم إضافة التصحيح الإملائي للكلمات في نماذج المشاركة في المنتديات والمحررات, هذه الخاصية لا تدعم تصحيح اللغة العربية.
- تعدد اللغات: يتوفر المتصفح بواجهة مترجمة لعشرات اللغات العالمية, ومع الإصدارة 2.× من المتصفح صارت العربية واحدة من اللغات المدعومة رسميا (عبر جهود متطوعين من فريق عرب آيز).

## النقد

### وقت البدء
يلاحظ البعض أن فيرفكس يأخذ وقتا أطول للبدء بالمقارنة مع متصفحات أخرى مثل إنترنت إكسبلورر وأوبرا في نظام ويندوز, فبعض المتصفحات الأخرى المبنية على محرك جيكو Gecko مثل كي-ميليون (K-Meleon), أسرع عند التشغيل من فيرفكس عموما, وإنترنت إكسبلورر أيضا أسرع بدءا قليلا من فيرفكس لأن الكثير من مكوناته مبنيه في نظام ويندوز وتحمل مع بداية تشغيل النظام في نظام مايكروسوفت ويندوز. إلا أن كثيرا من عوامل السرعة قد تم تحسينها بدءا من الإصدار الثالث لفيرفكس. وتتوفر أداة BrowserSpeed مفتوحة المصدر للمقارنة بين سرعة وأداء كل من المتصفحات الشهيرة.

### استخدام الذاكرة
يشتكي بعض المستخدمين من أن فيرفكس أكثر استخدامًا للذاكرة من متصفحات أخرى, ويوصف ذلك بـ تسرب الذاكرة Memory leak. ادعى مطورو فيرفكس أن ذلك ربما يكون بسبب تأثير خاصية العودة للخلف والتقدم للأمام السريعة, وأسباب أخرى معروفة لمشاكل الذاكرة هي سوء عمل بعض الامتدادات, مثل شريط أدوات شريط أدوات جوجل.
إلا أن هذه المشكلة تم حلها في الإصدارة الثالثة حيث أصبح فيرفكس متفوقا على بعض المتصفحات في إدارته للذاكرة.
كما تقدم النسخة المستقبلية فيرفكس 7 حلا إضافيا لهذه المشكلة.

### تنسيق صفحات الويب
يرى بعض المستخدمين المتحولين من إنترنت إكسبلورر في بعض الأحيان أن بعض صفحات الويب لا تظهر بالشكل المتوقع, لكن هذا نادرا ما يكون بسبب مشكلة في فيرفكس, إنما يكون في الأغلب بسبب مصممي الموقع الذين يستخدمون أكواد لا تعود لمواصفات W3C في تصميم موقعهم, مثل الأكواد الخاصة بمتصفح إنترنت إكسبلورر, متضمنة أدوات آكتيف إكس (ActiveX) وأكواد في بي سكريبت (VBScript), الذين يعودان لتكنولوجيا مايكروسوفت وليستا من مواصفات W3C.
و يوجد امتداد لفيرفكس يطلق عليه أي إي تاب (IE Tab) (أي أي: اختصار إنترنت إكسبلورر في الإنجليزية) والذي يمكن من تضمين محرك ترجمة إنترنت إكسبلورر بفيرفكس في نظام ويندوز, والذي يهدف إلى حل مشاكل التنسيق وترجمة الصفحات التي تستخدم تكنولوجيا مايكروسوفت, ولكنه يضع المستخدم في خطر بسبب تعرضه لثغرات إنترنت إكسبلورر.

### دعم تحميل الويندوز
لا يوفر فيرفكس رزم إم إس آي MSI, مع أن بعض الفئات الثالثة قد أنشأت واحدا, فالمدراء الذين يرغبون في تنزيل فيرفكس على أكثر من جهاز في وقت واحد يحتاجون إلى رزمة إم إس أي ليفعلوا ذلك محليا, بدون الحاجة لتنزيله يدويا في كل جهاز على حدة. غياب هذه الخاصية تجعل من الصعب نشر فيرفكس بسرعة على شبكات كبيرة (كما في الشركات), وينظر إلى هذا على أنه عقبة في سبيل الاستخدام الواسع لفيرفكس في مجموعات العمل. هذه الخاصية تم رفض تضمينها بفيرفكس.

## آراء المنافسين
بالرغم من تغلب فيرفكس الظاهر على إنترنت إكسبلورر, فإن رئيس العمليات الأسترالية في شركة مايكروسوفت, ستيف فاموس, قال إنه لم ير فيرفكس كتهديد, وإنه ليس هناك طلب شديد لمزايا فيرفكس من قبل مستخدمي مايكروسوفت إنترنت ايكسبلورر, وقال فاموس إنه هو نفسه لم يستخدم فيرفكس أبدا. رئيس مجلس إدارة مايكروسوفت بيل غيتس استخدم فيرفكس, ولكنه علق «الكثير من البرامج يتم تحميلها طوال الوقت من الإنترنت, ولكن هل يستخدمها الناس بالفعل؟».
ومع ذلك, وبالرجوع إلى ملفات تحديات مايكروسوفت المنشورة في 30 يونيو 2005, يعترف بأن متصفحات مثل متصفح موزيلا هي تهديد منافس لإنترنت ايكسبلورر: «منافسون مثل موزيلا يقدِّمون برامج تنافس إمكانات متصفح الويب إنترنت إكسبلورر الخاص بمنتجاتنا من نظم التشغيل ويندوز».

## تاريخ الإصدارات
موزيلا فيرفكس هو حاليا يطور ثلاث نسخ الليلية والبيتا والمستقرة مطورة في عدة نظم تشغيل منها لينكس وويندوز حاليا كل 3 أشهر تصدر موزيلا نسخة من متصفحها الشهير

## وصلات خارجية
- الموقع الرسمي
- فيرفكس على موقع Open Hub (الإنجليزية)
- فيرفكس على موقع Framasoft (الفرنسية)